# Зборівський договір
Збо́рівський до́говір (18 серпня 1649) — мирна угода, укладена після Зборівської битви між королем Речі Посполитої Яном ІІ Казимиром з одного боку і Військом Запорозьким на чолі з гетьманом Богданом Хмельницьким з іншого поблизу міста Зборів. Ратифікований вальним сеймом Речі Посполитої 7 січня 1650 року.
Зборівський договір підсумував першу фазу в історії Хмельниччини, легалізував самоврядність українських козаків у межах Речі Посполитої. Ця самоврядність втілилася в козацькому державному утворенні — Війську Запорозькому, також відомому як Гетьманщина.
Відповідно до положень Зборівської угоди козацька Україна отримувала автономію лише у складі трьох воєводств — Брацлавського, Київського, та Чернігівського.

## Короткі відомості
Першою була українсько-кримсько-османська коаліція, утворена у 1647—1648 роках. Вона паралізувала небезпеку з боку польсько-московського союзу Адама Киселя 1647 року й допомогла Україні здобути великі мілітарні успіхи, завершені Зборівською угодою 1649 року, але, внаслідок трикратної зради кримського хана (Зборів — 1649, Берестечко — 1651, Жванець — 1653), та пасивності Османської імперії, Богдану Хмельницькому не вдалося повністю використати успіхи й здобути остаточну перемогу над Річчю Посполитою.
Повна назва Зборівського договору: «Декларація ласки Його королівської милості на пункти супліки Війська Запорозького». Він складається з 12 статей. Форма договору — жалувана грамота короля своїм підданим.
За умовами цього договору:
- Король визнавав самоврядність Війська Запорозького, Гетьманщини та «давні козацькі права і вольності». Військо Запорозьке погодилося на автономію у складі Київського, Чернігівського та Брацлавського воєводств. Кордон пролягав на зхід від лінії: Димер — Коростишів — Паволоч (нині село Житомирського району Житомирської області) — Вінниця — Брацлав — Ямпіль (нині місто Віницької області). Зазначена лінія проходила східніше лінії розмежування, встановленої перемир'ям у Переяславі.
- На землях Війська Запорозького влада належала гетьману, резиденція якого розміщувалась у Чигирині. Уряди всіх рівнів на території Гетьманщини мали право займати лише православні шляхтичі.
- На території козацької автономії не мали права перебувати війська Речі Посполитої та євреї. Тільки козаки та православна шляхта мали права займати державні посади[2]. Єзуїти не мали права утримувати освітні заклади. Визнавалася діяльність в козацькій Україні лише руських шкіл.
- Чисельність козаків Війська Запорозького обмежувалась реєстром у 40 000 осіб. Усі ті, хто не потрапив до козацького реєстру, мали повернутися до панів.
- Проголошувалась амністія всім учасникам Хмельниччини, православним і католицьким шляхтичам, які примкнули до козаків і воювали проти урядових сил.
- Православна Київська митрополія відновлювалася у своїх правах, а київський митрополит та двоє єпископів мали увійти до складу сейм Речі Посполитої. Питання про унію передавалось на розгляд сейму.
- Під управління гетьманської адміністрації переходили Київське, Брацлавське і Чернігівське воєводства.

Укладена мирна угода не задовольняла ні козаків Богдана Хмельницького, ні уряд Речі Посполитої. Обидві сторони почали підготовку до нового етапу війни.